# Spinactaletes venezuelensis
Spinactaletes venezuelensis är en urinsektsart som först beskrevs av Judith Najt och Rapoport 1972.  Spinactaletes venezuelensis ingår i släktet Spinactaletes och familjen Actaletidae. Inga underarter finns listade i Catalogue of Life.